# هاوارد كيندال
هاوارد كيندال (بالإنجليزية: Howard Kendall)‏ (من مواليد 22 مايو 1946 وتوفي في 17 أكتوبر 2015) هو لاعب ومدرب كرة قدم إنجليزي سابق، درب العديد من الأندية الأوربية.
كان أبرزها نادي إيفرتون والذي فاز معه بلقب كأس الكؤوس الأوروبية في عام 1985.

## روابط خارجية
- هاوارد كيندال على موقع قاعدة بيانات كرة القدم.إي يو (الإنجليزية)
- هاوارد كيندال على موقع Soccerbase.com (مدرب) (الإنجليزية)
- هاوارد كيندال على موقع عالم كرة القدم.نت (الإنجليزية)